# バングラデシュの歴史
バングラデシュの歴史（バングラデシュのれきし）では現在、独立国であるバングラデシュもしくは東ベンガルと呼ばれる地域の歴史について記す。バングラデシュとインド（特にその西ベンガル州）の国境は人為的なものであるため、この記事の一部はベンガル地方全域についての記述も含むことに留意されたい。

## 古代・中世

### 古代

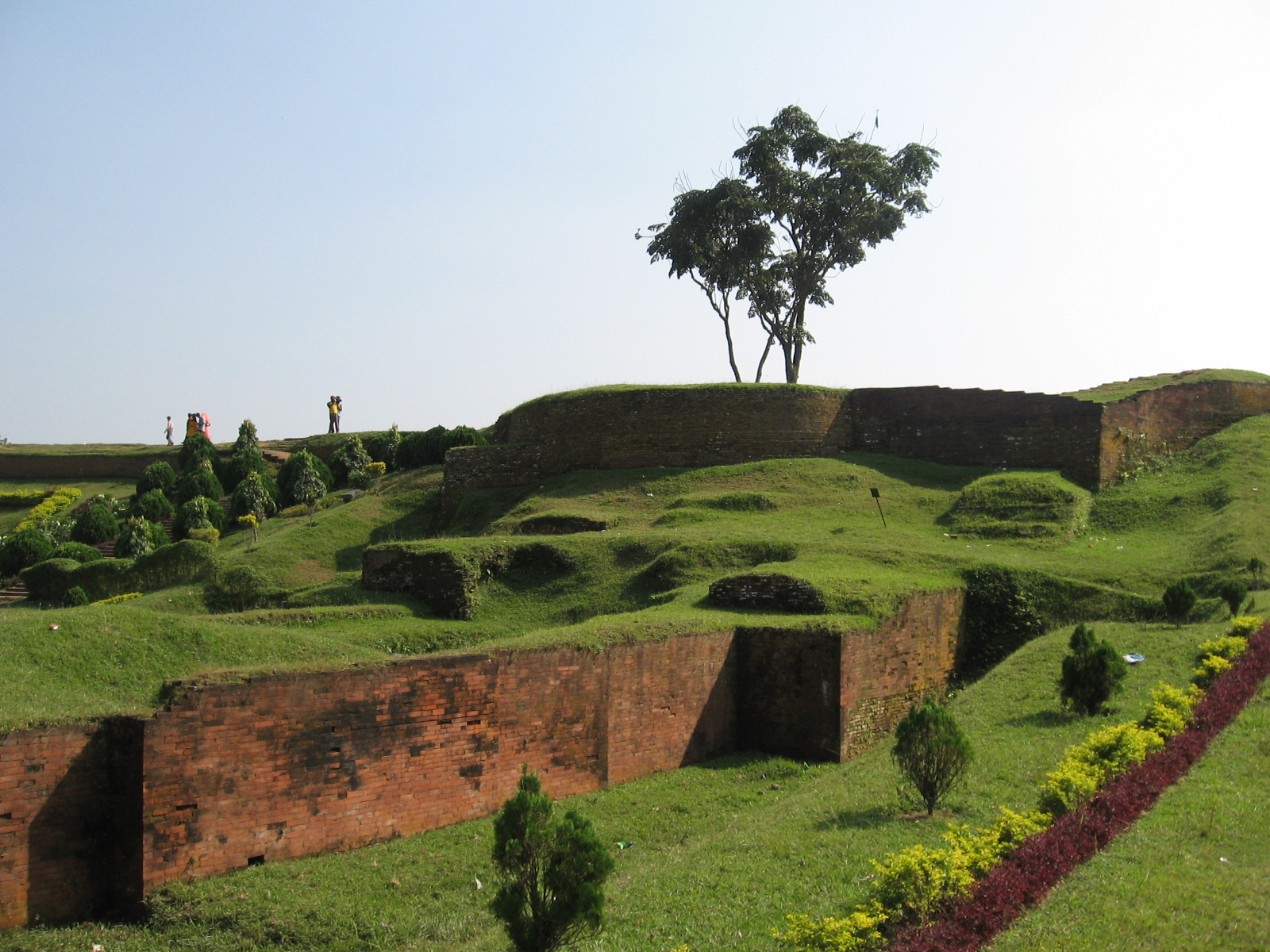
バングラデシュ最古の都市遺跡モハスタンゴル

現在バングラデシュと呼ばれる地域には紀元前10世紀頃にはドラヴィダ語族の言語を話す人々が居住していたなど、古くから文明が発達した。現在のバングラデシュはベンガル地方の東側にあたる。紀元前4世紀のマウリヤ朝から6世紀のグプタ朝まで数々の王朝の属領であった。仏教寺院からは紀元前7世紀には文明が存在したことが証明され、この社会構造は紀元前11世紀にまで遡ると考えられるがこれには確実な証拠はない。初期の文明は仏教および（あるいはまたは）ヒンドゥー教の影響を受けていた。北部バングラデシュに残る遺構からこうした影響を推測することができる。
8世紀の中葉にパーラ朝がなり、仏教王朝が繁栄した。世界遺産のパハルプールの仏教寺院遺跡群はこの時代の物である。しかし12世紀にヒンドゥー教のセーナ朝にとって代わられた。

### 中世のイスラーム化
12世紀からイスラーム化が始まった。最初はスーフィーたちが訪れてスーフィズム（イスラーム神秘主義）を広めていたが、13世紀初頭にはデリー・スルターン朝の勢力が及んだ。15世紀前半にはバゲルハットのモスク都市（現・世界遺産）が建設された。
16世紀にはムガル帝国の元で、商工業の中心地へと発展したが、この期間に至っても幾つものヒンドゥー教の王朝が存続していた。しかし1612年には皇帝ジャハーンギールの下で、チッタゴンを除きムガル帝国の統治下に入った。
だが1707年に皇帝アウラングゼーブが世を去ると、この地方のナワーブ（太守）は独立の動きを強めた。

## イギリスの進出

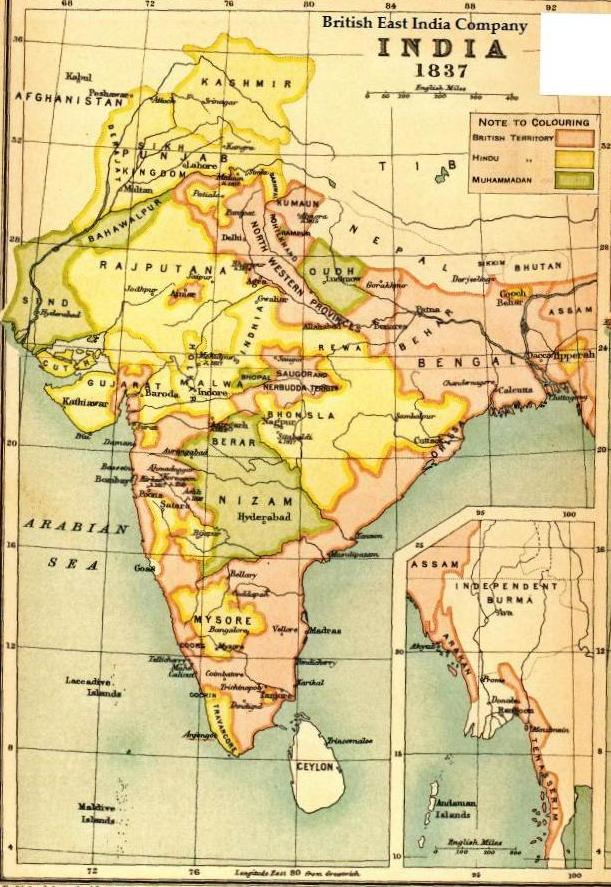
1837年当時のインド

### 近世の植民地化
既に15世紀末にはこの地にヨーロッパの貿易商人が訪れるようになっていたが、ムガル帝国の衰退と入れ替わるように1757年のプラッシーの戦いを経て1765年にはイギリス東インド会社が徴税権を獲得、1793年には行政権をも手中にし、イギリスにより完全に植民地化された。
この東インド会社によって、イギリスは支配をベンガルからインド全域に拡大した。このイギリスの統治期間中、ベンガルは何度も深刻な飢饉に襲われ、膨大な人命が失われた。

### 独立に向けた動き
1857年のインド大反乱（セポイの乱）ののち、1877年にイギリス領インド帝国が成立すると、インドの他の地域と同様に後にバングラデシュとなる地域もインド独立運動に参加し、1905年のベンガル分割令およびその撤回（1911年）を経て1947年には独立を達成した。
だが、ベンガル地方は宗教上の問題から、ヒンドゥー教地域はインド、イスラム教地域はインドを挟んで東西に分かれたパキスタンとして分離独立することになった。

## 現代

### 東パキスタンから完全独立へ

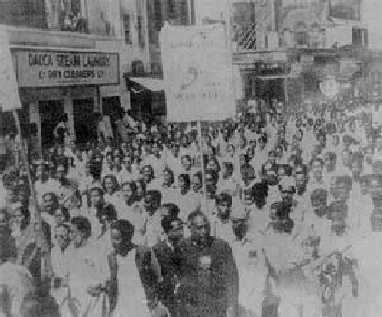
ダッカ市内のベンガル語運動（1952年）

両パキスタンが成立すると、現在のバングラデシュ地域は東パキスタンとなった。しかしウルドゥー語の国語化を進めるパキスタンとの言語の違い（東パキスタンはベンガル語の勢力が圧倒的だった。国際母語デーも参照）や、西側に偏った政策などから東西パキスタンは対立し、東パキスタンはアワミ連盟が中心となって独立を求めて西パキスタン（現パキスタン）と内乱になった。
西パキスタンと対立していたインドは東パキスタンの独立を支持し、また第三次印パ戦争がパキスタンの降伏によりインドの勝利で終わった結果、バングラデシュ独立戦争を経て1971年にバングラデシュの独立が確定した。

### バングラデシュ独立後
独立後は中道左派のアワミ連盟のシェイク・ムジブル・ラフマンが初代首相となり（のちに大統領）、一時はアワミ連盟の一党制を敷いたが、1975年に暗殺された。
その後もクーデターによる政権転覆を経験したが、1990年以降は複数政党制に基づき民主的な選挙で選出された政府が統治している。旧イギリス植民地としてイギリス連邦に加盟するが総督をおかず、元首は大統領である。
独立以来、後発開発途上国に数えられていたが、近年は2006年にノーベル平和賞を受賞したムハマド・ユヌスとグラミン銀行によるマイクロクレジットの取り組みなどが注目されている。